# Dara Bubamara
Dara Bubamara (en serbe cyrillique : Дара Бубамара, née le 21 mai 1976 à Novi Sad), de son vrai nom Radojka Rada Adžić (Радојка Рада Аџић), est une chanteuse de pop-folk serbe.

## Carrière
Dara Bubamara est née à Satelit, un faubourg de Novi Sad, en Serbie. L'un de ses succès les plus importants est la chanson Košava sa Dunava, qui date du début des années 1990. Parmi ses chansons les plus connues, on peut citer Zidovi, Dodirni me et Dobro jutro nikome.

## Discographie[1]

### Singles
- 2009 : Mami Mami
- 2011 : Galama
- 2011 : Noć Za Nas (ft. Cvija)
- 2012 : Pogledom Te Skidam (ft. Bojan Bjelić)
- 2012 : Delete
- 2014 : Opasan
- 2014 : Kraj I Tačka
- 2014 : Uvek Kad Popijem (ft. DJ Shone & MC Yankoo (Aleksandar Janković))
- 2014 : Karera
- 2014 : Nepopravljiva (ft. Mladen Cvetanović)
- 2015 : Volim Sve Što Vole Mladi
- 2015 : Žena Zmaj
- 2015 : Neću Kući...
- 2016 : Nevolja
- 2016 : Karma (ft. Mare & Ved'ma)
- 2016 : Može Nam Se Može (ft. Marconi MC)